# Браянтс-Коув
Браянтс-Коув (англ. Bryant's Cove) — містечко в Канаді, у провінції Ньюфаундленд і Лабрадор.

## Населення
За даними перепису 2016 року, містечко нараховувало 395 осіб, показавши скорочення на 0,3%, порівняно з 2011-м роком. Середня густина населення становила 80,9 осіб/км².
З офіційних мов обидвома одночасно володіли 5 жителів, тільки англійською — 390.
Працездатне населення становило 48,6% усього населення, рівень безробіття — 16,7% (21,7% серед чоловіків та 16,7% серед жінок). 86,1% осіб були найманими працівниками, а 5,6% — самозайнятими.
Середній дохід на особу становив $46 538 (медіана $25 280), при цьому для чоловіків — $73 318, а для жінок $20 459 (медіани — $58 624 та $18 880 відповідно).
21,6% мешканців мали закінчену шкільну освіту, не мали закінченої шкільної освіти — 28,4%, 50% мали післяшкільну освіту, з яких 10,8% мали диплом бакалавра, або вищий.
| Статево-вікова структура населення | Статево-вікова структура населення | Статево-вікова структура населення | Статево-вікова структура населення | Статево-вікова структура населення |
| ---------------------------------- | ---------------------------------- | ---------------------------------- | ---------------------------------- | ---------------------------------- |
|                                    |                                    |                                    |                                    |                                    |
| Всього                             | Всього                             | 49,4%50,6%                         |                                    |                                    |
| 0 — 14 років                       | 0 — 14 років                       |                                    | 15,2%                              | 15,2%                              |
| 15 — 64 років                      | 15 — 64 років                      |                                    | 68,4%                              | 68,4%                              |
| 65 і більше                        | 65 і більше                        |                                    | 16,5%                              | 16,5%                              |
| Середній вік (років)               | Середній вік (років)               | 41,443,7                           | 42,5                               | 42,5                               |
| Медіана (років)                    | Медіана (років)                    | 45,647,0                           | 46,2                               | 46,2                               |
| — чоловіки — жінки                 |                                    |                                    |                                    |                                    |

| Походження мешканців:     | Походження мешканців:     | Походження мешканців: | Походження мешканців: | Походження мешканців: |
| ------------------------- | ------------------------- | --------------------- | --------------------- | --------------------- |
| Походження                |                           |                       | осіб                  | %                     |
| Корінні американці        | Корінні американці        |                       | 10                    | 2.35%                 |
| Інше північноамериканське | Інше північноамериканське |                       | 265                   | 62.35%                |
| Європейське               | Європейське               |                       | 155                   | 36.47%                |
| британське                | британське                |                       | 150                   | 35.29%                |
| французьке                | французьке                |                       | 10                    | 2.35%                 |

| Зайнятість населення за галузями (за класифікацією NOC): | Зайнятість населення за галузями (за класифікацією NOC): | Зайнятість населення за галузями (за класифікацією NOC): | Зайнятість населення за галузями (за класифікацією NOC): | Зайнятість населення за галузями (за класифікацією NOC): |
| -------------------------------------------------------- | -------------------------------------------------------- | -------------------------------------------------------- | -------------------------------------------------------- | -------------------------------------------------------- |
|                                                          |                                                          |                                                          |                                                          |                                                          |
| Управління                                               | Управління                                               |                                                          | 6,1%                                                     | 6,1%                                                     |
| Бізнес, фінанси та адміністрування                       | Бізнес, фінанси та адміністрування                       |                                                          | 6,1%                                                     | 6,1%                                                     |
| Природничі та прикладні науки                            | Природничі та прикладні науки                            |                                                          | 6,1%                                                     | 6,1%                                                     |
| Охорона здоров'я                                         | Охорона здоров'я                                         |                                                          | 12,1%                                                    | 12,1%                                                    |
| Роздрібна торгівля та послуги                            | Роздрібна торгівля та послуги                            |                                                          | 21,2%                                                    | 21,2%                                                    |
| Гуртова торгівля, транспорт та обладнання                | Гуртова торгівля, транспорт та обладнання                |                                                          | 42,4%                                                    | 42,4%                                                    |
| Природні ресурси, сільське господарство                  | Природні ресурси, сільське господарство                  |                                                          | 9,1%                                                     | 9,1%                                                     |
| Виробництво                                              | Виробництво                                              |                                                          | 6,1%                                                     | 6,1%                                                     |

## Клімат
Середня річна температура становить 5,1°C, середня максимальна – 19,1°C, а середня мінімальна – -8,7°C. Середня річна кількість опадів – 1 317 мм.
| Клімат поселення                              | Клімат поселення | Клімат поселення | Клімат поселення | Клімат поселення | Клімат поселення | Клімат поселення | Клімат поселення | Клімат поселення | Клімат поселення | Клімат поселення | Клімат поселення | Клімат поселення | Клімат поселення |
| Показник                                      | Січ.             | Лют.             | Бер.             | Квіт.            | Трав.            | Черв.            | Лип.             | Серп.            | Вер.             | Жовт.            | Лист.            | Груд.            |                  |
| Середній максимум, °C                         | 0,55             | −0,1             | 2,46             | 6,39             | 10,25            | 14,18            | 17,74            | 19,06            | 15,50            | 10,98            | 6,69             | 2,37             |                  |
| Середня температура, °C                       | −3,74            | −4,4             | −1,84            | 2,10             | 5,93             | 9,86             | 14,63            | 15,94            | 12,37            | 7,84             | 3,57             | −0,77            |                  |
| Середній мінімум, °C                          | −8,07            | −8,71            | −6,14            | −2,21            | 1,64             | 5,57             | 11,51            | 12,82            | 9,25             | 4,73             | 0,44             | −3,89            |                  |
| Норма опадів, мм                              | 122              | 115              | 106              | 95               | 89               | 107              | 91               | 89               | 128              | 140              | 119              | 116              |                  |
| Середньомісячна швидкість вітру, м/с          | 7.90             | 7.34             | 6.94             | 6.38             | 5.70             | 5.32             | 5.18             | 5.20             | 5.80             | 6.57             | 7.11             | 7.77             |                  |
| Середньомісячна сонячна радіація, кДж/м²·день | 3980             | 6836             | 10656            | 14056            | 17012            | 19097            | 19165            | 16091            | 12066            | 7175             | 4145             | 3084             |                  |
| --------------------------------------------- | ---------------- | ---------------- | ---------------- | ---------------- | ---------------- | ---------------- | ---------------- | ---------------- | ---------------- | ---------------- | ---------------- | ---------------- | ---------------- |
| Джерело:                                      |                  |                  |                  |                  |                  |                  |                  |                  |                  |                  |                  |                  |                  |